# 延増静美
延増 静美（えんそう きよみ、1976年12月20日 - ）は、日本の女優・舞台女優。
毛皮族に2004〜2013年まで所属し、ダックスープに所属。

## 来歴・人物
- 大阪府出身、2000年に大阪芸術大学芸術学部工芸学科卒業[1]。
- 血液型: AB型、サイズ: 身長162cm/B87cm/W64cm/H89cm/靴23.5cm。
- 特技は、上方舞（吉村流 師範資格）、着付け〈日本文化きもの学院 師範資格〉[1]

## 出演

### 舞台
- 毛皮族「お化けが出るぞ!!」（2004年12月、作・演出：江本純子）
- 毛皮族「ライブ in 大阪 3.26 毛皮族襲来!!」（2005年3月、構成・演出：江本純子）
- 毛皮族「銭は君」（2005年7月、作・演出：江本純子）
- 毛皮族のパンクギグ「ジュンリー!開放!」（2005年11月、構成・演出：江本純子）
- 毛皮族「脳みそぐちゃぐちゃ人間」（2006年7月、作・演出：江本純子）
- 毛皮族「コーヒー&シガレッツ的な軽演劇」（2006年11月、作・演出：江本純子）
- お台場SHOW-GEKI城　毛皮族「OSOBA～大晦日を忘れたい人々へ～」（2006年12月、作・演出：江本純子）
- 毛皮族「みんなでカラオケ汗燦々」（2007年2月、構成・演出：江本純子）
- 演劇キックプロデュース 演劇ぶっく社20周年記念公演 第二弾「天国と地獄」（2007年4月、脚本・演出：江本純子）
- 毛皮族の軽公演「初夏の軽演劇＠リトルモア地下」（2007年6月、作・演出：江本純子）
- 毛皮族「おこめ」（2007年10月、作･演出：江本純子）
- 毛皮族「遺骨のトットさん、ドブに落ちる」（2008年2月、作・演出：江本純子）
- 毛皮族のアラビアンナイツバイオレンス「暴れて嫌になる夜の連続」（2008年9月、作・演出：江本純子）
- 毛皮族「大好き!!5つ軽演劇ちゃん」（2008年12月、作・演出：江本純子）
- THE フォービーズ「闘うときが、来たようですな。」（2009年5月、脚本・演出：小杉四駆郎）
- 神保町花月「暗闇のラブソング」（2009年7月、脚本：山本渉、演出：山下哲也）
- 神保町花月 肉糞亭特別公演 「肉糞華劇団~コサジ一杯の鳥の中身~ 」（2009年10月、脚本：川島邦裕、演出：伊部譲二）
- 毛皮族「社会派すけべい」（2009年11月、作・演出：江本純子）
- バジリコFバジオ「オサムシ」（2009年12月、作・演出：佐々木充郭）
- 神保町花月名福阪公演「肉糞華劇団~コサジ一杯の鳥の中身~」〈再演〉（2010年10月、脚本：川島邦裕、演出：伊部譲二）
- 「毛皮族のウィークエンド軽演劇」（2010年10月、作・演出：江本純子）
- 毛皮族10周年記念公演「小さな恋のエロジー」（2010年12月、作・演出：江本純子）
- 毛皮族の軽演劇2011「滑稽を好みて人を笑わすことを業とす」（2011年7月、作・演出：江本純子）
- 「女の平和」（2011年12月、作・演出：江本純子）
- 毛皮族「演劇の耐えられない軽さだネッ」（2012年4月、作・演出：江本純子）
- 「ふくすけ」（2012年8月、作・演出：松尾スズキ）
- 毛皮族「女と報酬」（2012年11月、作・演出：江本純子）フランス:パリ公演
- 毛皮族「ヤバレー、虫の息だぜ」（2013年1月作・演出：江本純子）
- DuckSoup produce「音楽家のベートーベン」（2013年3月、作・演出：ブルー&スカイ）
- 毛皮族(マル秘)公演「血も涙も靴もない」（2013年11月、作・演出：江本純子）
- 第2回 世音堂公演（2014年1月、小説朗読ライブ）
- 日本の 30 代「十二夜」（2014年4月、作：ウィリアム・シェイクスピア、演出：鵜山仁）
- 日本の30代「ジャガーの眼 2008」(2015年8月、作：唐十郎、演出：木野花)
- パショナリーアパショナーリア第 1.5 回公演「40 才でもキラキラ!」(2018年11月、作：町田マリー、演出：町田マリー&楽しい会)
- パショナリーアパショナーリア「6姉妹はサイコーエブリデイ」(2019年11月、作：町田マリー、演出：町田マリー&楽しい会)
- KAAT 神奈川芸術劇場プロデュース「近松心中物語」(2021年9月、作：秋元松代、演出：長塚圭史、音楽：スチャダラパー）
- パショナリーアパショナーリア 第6回公演「おもちゃワーカーズ」（2024年7月、作・演出：町田マリー）[2]

### テレビドラマ
- レンタル彼氏 第8話（2006年）
- 東京少女 水沢エレナ（2008年）
- トリハダ〜夜ふかしのあなたにゾクッとする話を3 5話「貪欲な愛情に起因する戦慄」（2008年）
- 牙狼-GARO- 〜闇を照らす者〜（2013年）第13話 - 記者 役
- PTAグランパ!2（2018年）
- ミス・ジコチョー〜天才・天ノ教授の調査ファイル〜（2019年）第4ｰ5話 - 看護師・飯野静子 役
- きのう何食べた?（2019年）第9-10話 - 美容室の客・妹島 役
- エール（2020年） - 村野富紀子 役
- 怖い絵本その5「はこ」（2021年）
- 俺の可愛いはもうすぐ消費期限!? （2022年）第3話
- 新・ミナミの帝王 銀次郎の新たな敵は神様!?（2023年）
- だが、情熱はある （2023年）第4話

### 映画
- 「スイッチ!～短篇.jp ルーキーズ第2弾～」オムニバス『洗濯女』（2008年、監督：廣田正興)
- 「ふがいない僕は空を見た」（2012年、監督：タナダユキ）
- 「放課後たち」オムニバス『世紀末の人』（2014年、監督：日原進太郎）
- 「フリーキッチン」（2014年、監督：中村研太郎）- キョウコ 役[3]
- 「アイアムアヒーロー」（2016年、監督：佐藤信介）
- 「嘘を愛する女」（2018年、監督：中江和仁）
- 「108〜海馬五郎の復讐と冒険〜」（2019年、監督・脚本：松尾スズキ）
- 「さんかく窓の外側は夜」（2021年、監督：森ガキ侑大）
- 「前科者」（2022年、監督：岸善幸）
- 「TOKYO MER〜走る緊急救命室〜 劇場版」（2023年、監督：松木彩）

### CM
- JR東海
- 大鵬薬品 ゼノール
- マクドナルド「チキンタツタ」（ふたつのタツタ篇、ひとくちタツタ篇）
- ほけんの窓口（指原、行きつけを見つける篇）
- モンデリーズ・ジャパン「HALLS」（『HALLSで深呼吸』いいね篇・メガネ篇、『深呼吸のすすめ』）
- 「JCBカード」（二宮先生篇）
- 日清食品「カップヌードル」（STAYHOT 名探偵篇）
- 全労済「自然災害保障付火災共済」（見直し篇）
- 第一興商「カラオケ DAM」「明光義塾」（コミュニケーション「話そう」篇）
- ライオン「トップ NANOX」（ナノックスが行く！浅草篇）
- UHA味覚糖「味覚糖のど飴」（アイバチャン登場〈畳む〉篇〈断る〉篇）
- 大鵬薬品「ゼノール エクサム SX」（OL 熱唱篇）
- 「INAX」（私とトイレとしあわせと／レディスノズル篇）
- JR東海「トーキョー☆ブックマーク」